# بوردارد
بوردارد (بالهولندية: Birdaard)‏ هي قرية صغيرة في بلدية فيرفيرديراديل بمقاطعة فرايزلاند، هولندا. بلغ تعداد سكانها حوالي 1158 عام 2014.